# Szirti fanyarka
A szirti fanyarka vagy közönséges fanyarka (Amelanchier ovalis) a rózsavirágúak (Rosales) rendjébe, ezen belül a rózsafélék (Rosaceae) családjába tartozó faj.
Nemzetségének a típusfaja.

## Előfordulása
A szirti fanyarka Közép- és Dél-Európa, Ázsia legnyugatibb részein és Észak-Afrika hegyvidékein fordul elő, északon Belgiumig és Közép-Németországig, keleten Lengyelországig és Romániáig. Melegkedvelő faj.
Magyarországon a Gerecsében, a Vértesben, a Bakonyban és a Balaton-vidékén mészkövön, dolomiton madárbirsekkel sziklai törpecserjést alkot; bokorerdőkben is megtaláljuk.

## Változata
- Amelanchier ovalis subsp. cretica (Willd.) Pignatti

## Megjelenése
A szirti fanyarka mintegy 1,5-2 méter magas, terjedő tövű, sűrűn ágas cserje. Ágai vékonyak, mereven felfelé törnek, kérgük világos vagy sötétebb barnásszürke. Levelei tojás alakúak vagy elliptikusak, csúcsuk többnyire tompa, szélük csipkés-fűrészes vagy ép. Csúcsuk szálkás, levélválluk kerek vagy szíves, 2,5-4,5 centiméter hosszúak és mintegy 3 centiméter szélesek, vaskosak. Fiatal korban színük felül sötétzöld, fonákjuk világosabb és eleinte sűrűn molyhos, hamar lekopaszodik. A levélnyél 1,5 centiméter hosszú. Hófehér virágai már lombfakadáskor megjelennek, hármasával-nyolcasával molyhos, felálló fürtben nyílnak. Az 5 csészelevél keskeny hosszúkás-tojásdad, 10-15 milliméter hosszú, csúcsán vörössel befuttatott. A szirmok keskenyek, szélességüknél kétszer-ötször hosszabbak. A virágban mintegy 20 porzó és 5 bibeszál található, melyek egymással nem nőttek össze. Az 5-10 milliméter átmérőjű termés gömb alakú, fekete színű, kékesen hamvas, édes és ehető. A csészelevelek hosszú ideig a termésen maradnak. A magok sarló alakúak.

## Hatóanyagai
A gyümölcs C- és P-vitaminban, rézben és vasban gazdag. A mag, a levél és a kéreg hidrociánsavat tartalmaz.

## Életmódja
A szirti fanyarka napos, sziklás lejtőkön, irtásokon, törmeléken, sziklahasadékokban, napfényes tölgyesekben és erdei fenyvesekben, valamint meleg sziklai cserjésekben fordul elő, többnyire déli helyeken, sovány, mészben gazdag, humuszban szegény szikla- és törmeléktalajokon, mintegy 2000 méter magasságig.
A virágzási ideje áprilistól június végéig tart.

## Rokon fajok
A szirti fanyarka rokon a kanadai fanyarkával (Amelanchier canadensis).

## Képek

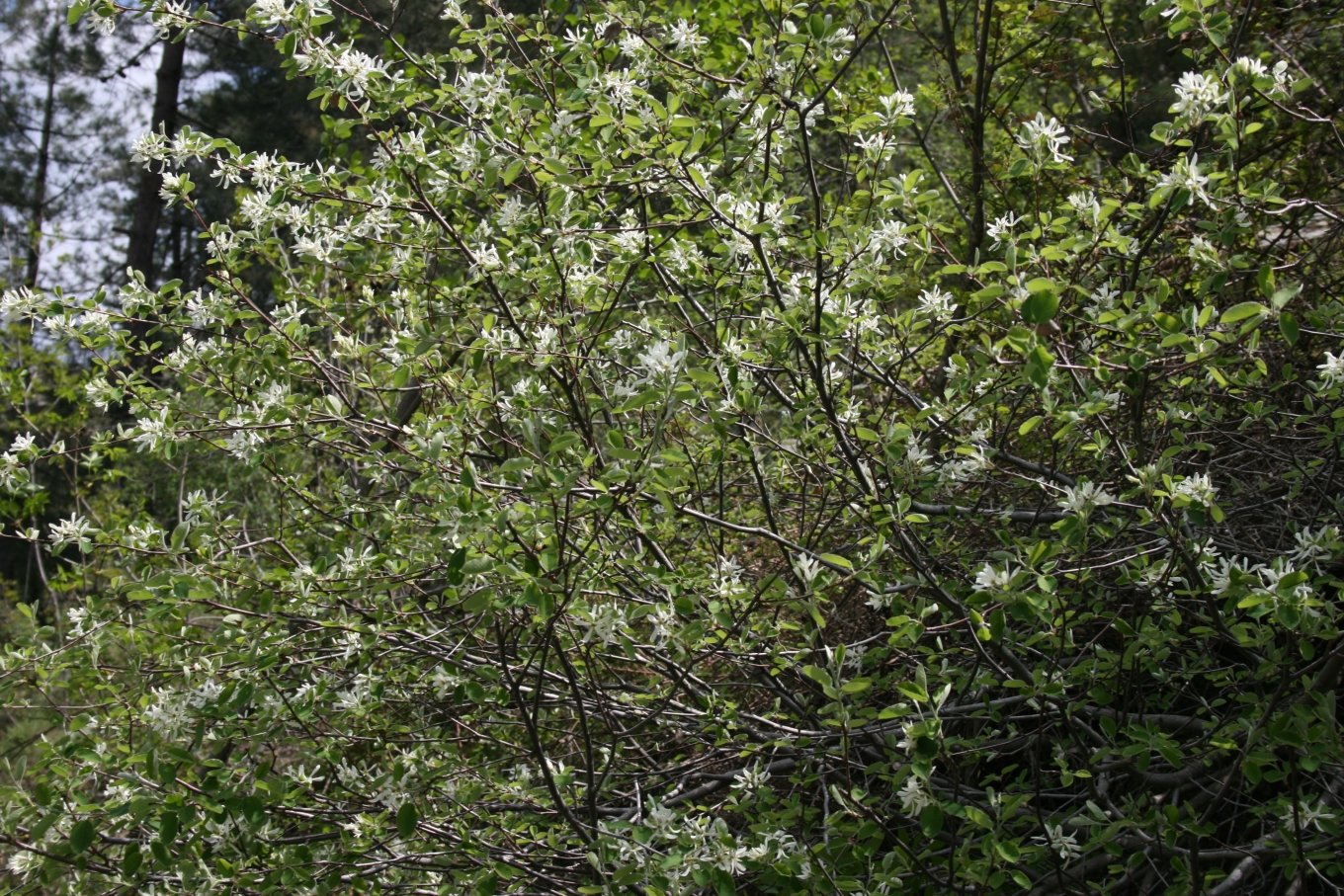
A növény
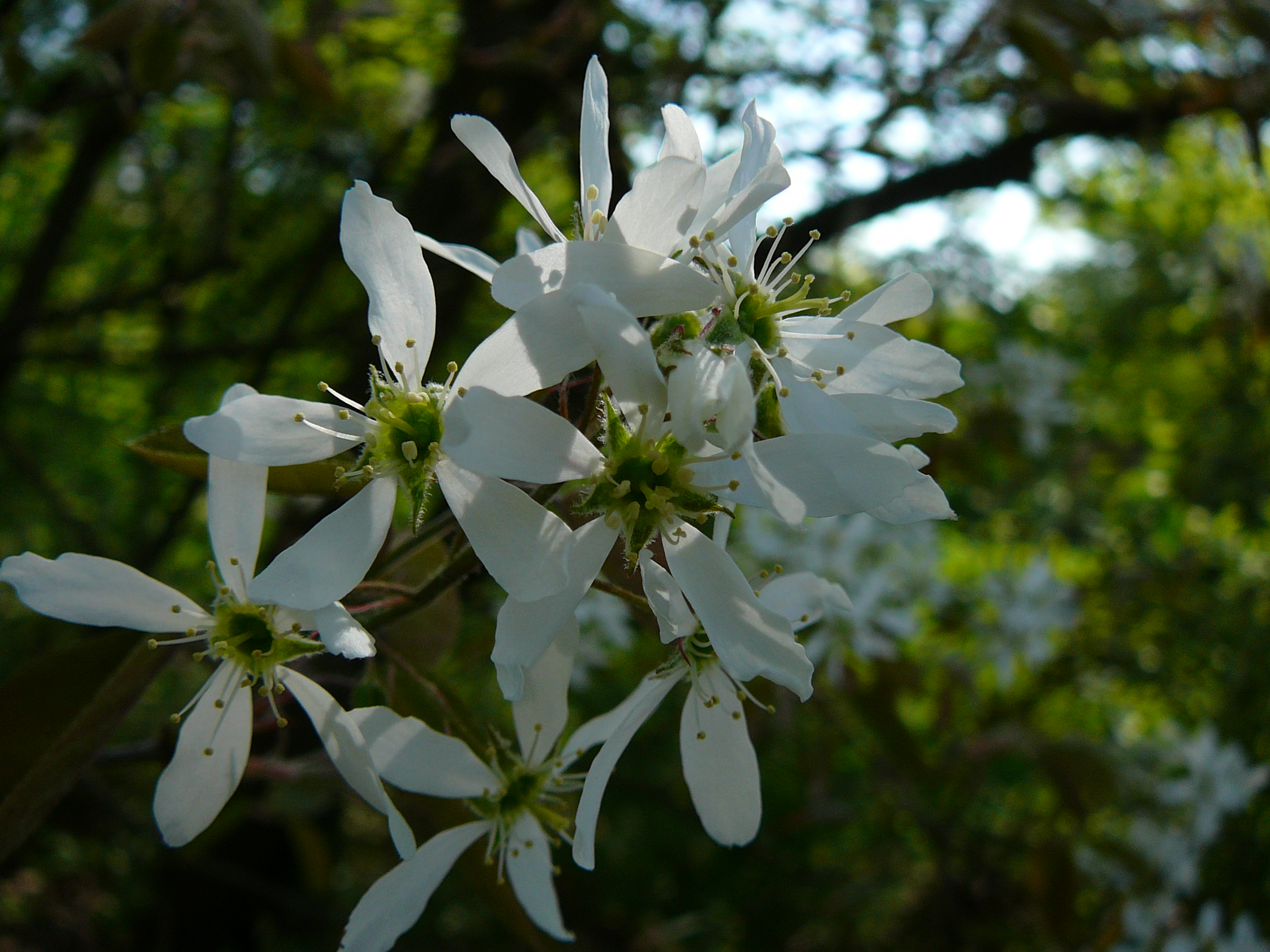
Virága
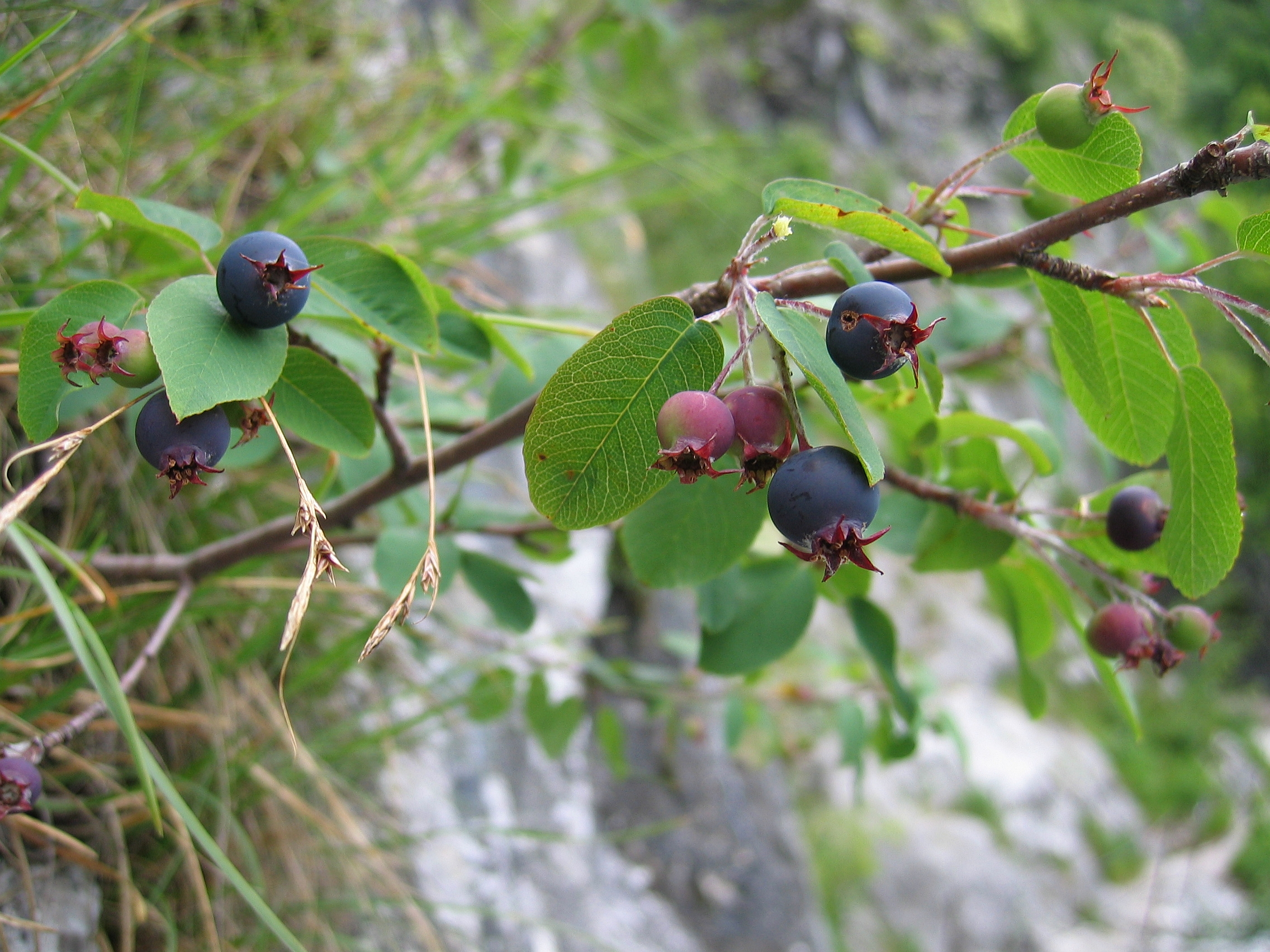
Termések
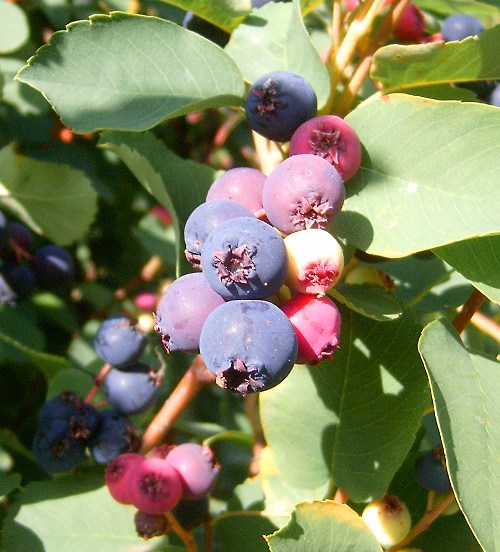
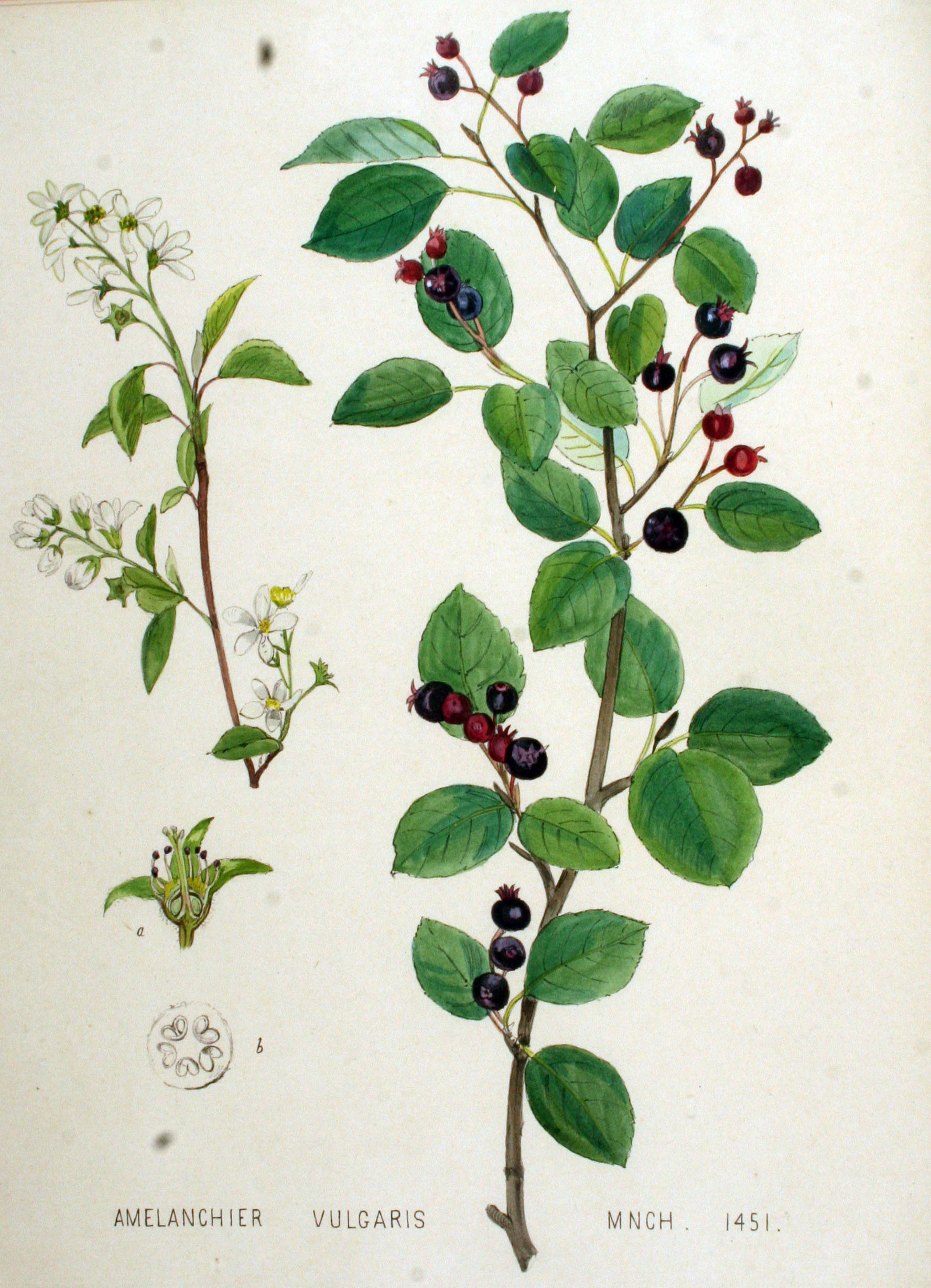
Rajzok a növényről
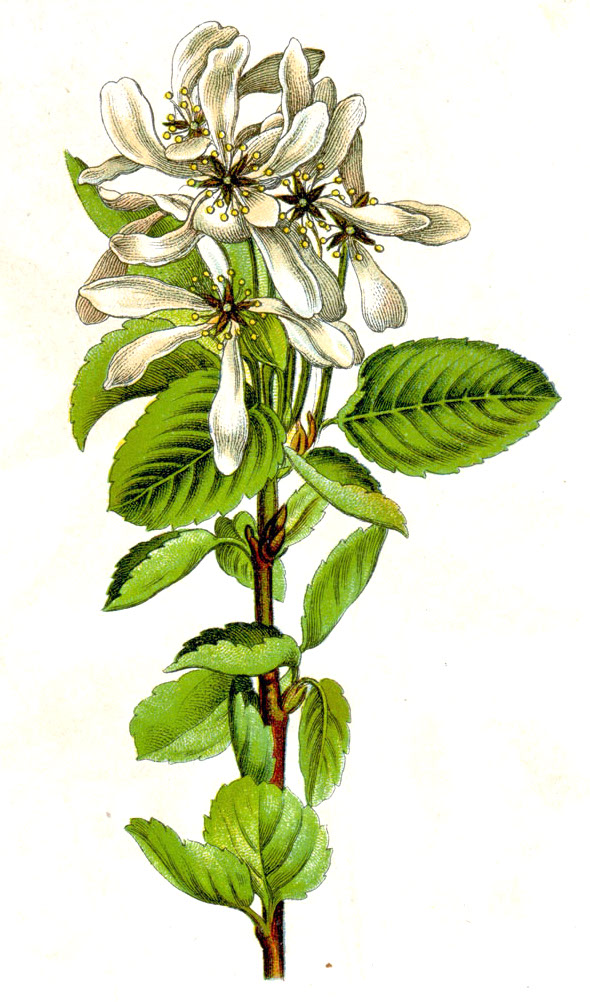